# Championnat d'Italie de rugby à XV 2002-2003
Navigation
Super 10 2001-2002 Super 10 2003-2004
Le Championnat d'Italie de rugby à XV 2002-2003 oppose les dix meilleures équipes italiennes de rugby à XV. Le championnat débute en 2002 et se termine le 31 mai 2003. Les équipes y participent sous la forme d'un championnat unique en matchs aller-retour. Les quatre premiers sont qualifiés pour les demi-finales et le dernier est relégué.
Le Benetton Trévise bat en finale l'Amatori & Calvisano sur le score de 34 à 12 et remporte son 10e titre. Le match se déroule au Stadio Plebiscito à Padoue devant 9 100 spectateurs.

## Liste des équipes en compétition
L'Amatori Silea, vainqueur de la deuxième division, est promu et remplace Bologne relégué au deuxième échelon. Les dix équipes participant à la compétition sont :
| Calvisano L'Aquila Trévise Parme Padoue Rome Rovigo Silea Viadana |

| Équipe              | Stade                                 | Capacité | Ville     |
| ------------------- | ------------------------------------- | -------- | --------- |
| Amatori & Calvisano | Centro Sportivo San Michele           | 3 500    | Calvisano |
| L'Aquila Rugby      | Stade Tommaso-Fattori                 | 9 200    | L'Aquila  |
| Benetton Trévise    | Stadio Comunale di Monigo             | 6 700    | Trévise   |
| Amatori Silea       | Impianti Sportivi Comunali via Cendon |          | Silea     |
| Gran Parma SKG      | Stade Sergio-Lanfranchi               | 3 600    | Parme     |
| Rugby Parme         | Stade Sergio-Lanfranchi               | 3 600    | Parme     |
| Petrarca Padoue     | Stadio Plebiscito                     | 9 600    | Padoue    |
| Rugby Rome          | Stadio Tre Fontane                    | 4 000    | Rome      |
| Rugby Rovigo        | Stade Mario-Battaglini                | 10 000   | Rovigo    |
| Rugby Viadana       | Stade Luigi-Zaffanella                | 6 000    | Viadana   |

## Résultats

### Phase régulière
| Rang | Club                | J  | V  | N | D  | Bo | Bd | Pm  | Pe  | Diff | Pts |
| ---- | ------------------- | -- | -- | - | -- | -- | -- | --- | --- | ---- | --- |
| 1    | Amatori & Calvisano | 18 | 16 | 0 | 2  | 11 | 0  | 635 | 311 | +324 | 75  |
| 2    | Benetton Trévise    | 18 | 15 | 0 | 3  | 13 | 0  | 710 | 322 | +388 | 73  |
| 3    | Rugby Viadana (T)   | 18 | 12 | 0 | 6  | 12 | 0  | 560 | 409 | +151 | 60  |
| 4    | Petrarca Padoue     | 18 | 9  | 1 | 8  | 10 | 0  | 485 | 406 | +79  | 48  |
| 5    | Rugby Parma         | 18 | 9  | 1 | 8  | 5  | 0  | 429 | 440 | -11  | 43  |
| 6    | SKG Gran Parma      | 18 | 9  | 0 | 9  | 7  | 0  | 435 | 367 | +68  | 43  |
| 7    | Rugby Rovigo        | 18 | 6  | 0 | 12 | 7  | 0  | 356 | 455 | -99  | 31  |
| 8    | L'Aquila Rugby      | 18 | 5  | 1 | 12 | 6  | 0  | 349 | 571 | -222 | 28  |
| 9    | Rugby Rome          | 18 | 4  | 0 | 14 | 4  | 0  | 304 | 747 | -443 | 20  |
| 10   | Amatori Silea (P)   | 18 | 3  | 1 | 14 | 5  | 0  | 302 | 537 | -235 | 19  |

|  | Qualifiés la coupe d'Europe 2003-2004 et pour les demi-finales (no 1, no 2)      |
|  | Qualifiés pour le Challenge européen 2003-2004 et les demi-finales (no 3, no 4). |
|  | Relégué (no 10)                                                                  |
|  | T : tenant du titre 2002 ; P : promu 2002                                        |

Attribution des points : victoire : 4, match nul : 2, défaite : 0, ; plus les bonus (offensif : 4 essais marqués ; défensif : défaite par 7 points d'écart ou moins).

### Phase finale

#### Tableau
|  | Demi-finales        | Demi-finales        |                  |          | Finale                                   | Finale                                   |
|  | Demi-finales        | Demi-finales        |                  |          | Finale                                   | Finale                                   |
|  |                     |                     |                  |          |                                          |                                          |
|  | 2003                | 2003                |                  |          | 31 mai 2003 au Stadio Plebiscito, Padoue | 31 mai 2003 au Stadio Plebiscito, Padoue |
|  | 2003                | 2003                |                  |          | 31 mai 2003 au Stadio Plebiscito, Padoue | 31 mai 2003 au Stadio Plebiscito, Padoue |
|  | Benetton Trévise    | 26 \| 40            |                  |          | 31 mai 2003 au Stadio Plebiscito, Padoue | 31 mai 2003 au Stadio Plebiscito, Padoue |
|  | Benetton Trévise    | 26 \| 40            |                  |          | 31 mai 2003 au Stadio Plebiscito, Padoue | 31 mai 2003 au Stadio Plebiscito, Padoue |
|  | Viadana             | 28 \| 15            |                  |          | 31 mai 2003 au Stadio Plebiscito, Padoue | 31 mai 2003 au Stadio Plebiscito, Padoue |
|  | Viadana             | 28 \| 15            | Benetton Trévise | 34       |                                          |                                          |
|  | 2003                |                     | Benetton Trévise | 34       |                                          |                                          |
|  |                     | Amatori & Calvisano | 12               |          |                                          |                                          |
|  | Amatori & Calvisano | Amatori & Calvisano | 12               | 16 \| 31 |                                          |                                          |
|  | Amatori & Calvisano |                     |                  | 16 \| 31 |                                          |                                          |
|  | Petrarca Padoue     | 13 \| 10            |                  |          |                                          |                                          |
|  | Petrarca Padoue     | 13 \| 10            |                  |          |                                          |                                          |

#### Finale
| 31 mai 2003 | Benetton Trévise | 34 – 12 | Amatori & Calvisano | Stadio Plebiscito, Padoue 9 100 spectateurs Arbitre : G. De Santis |
| 31 mai 2003 |                  |         |                     | Stadio Plebiscito, Padoue 9 100 spectateurs Arbitre : G. De Santis |
| 31 mai 2003 |                  |         |                     | Stadio Plebiscito, Padoue 9 100 spectateurs Arbitre : G. De Santis |

## Vainqueur
| Entraîneur | Entraîneur             | Craig Green                                                            |
| Avants     | Pilier                 | Franco Properzi-Curti, Frassinella, Mariuzzo, Salvatore Costanzo       |
| Avants     | Talonneur              | Fabio Ongaro, Visser                                                   |
| Avants     | Deuxième ligne         | Santiago Dellapè, M. Perziano                                          |
| Avants     | Troisième ligne aile   | Mauro Bergamasco, De Meneghi                                           |
| Avants     | Troisième ligne centre | Sergio Parisse                                                         |
| Arrières   | Demi de mêlée          | Faliva, Orlando, Alessandro Troncon                                    |
| Arrières   | Demi d'ouverture       |                                                                        |
| Arrières   | Centre                 | Gonzalo Canale, Francesco Mazzariol, Nicola Mazzucato, Walter Pozzebon |
| Arrières   | Ailier                 | Checchinato, Gritti, Picone, Tommaso Visentin, Denis Dallan            |
| Arrières   | Arrière                | Manuel Dallan                                                          |